# Morato (football)
Pour les articles homonymes, voir Morato.
Felipe Rodrigues Da Silva, plus simplement appelé Morato, né le 30 juin 2001 à Francisco Morato, est un footballeur brésilien qui évolue au poste de défenseur central à Nottingham Forest.

## Biographie
Né à Francisco Morato, dans l'État de São Paulo, le jeune brésilien commence le football à la Portuguesa, dans la capitale de son état natal,.

### Carrière en club
Après son passage dans le club des divisions inférieures et régionales brésiliennes, Morato rejoint à l'âge de 14 ans les mastodontes de Série A du São Paulo FC,.
Déjà intégré à l'effectif professionnel des paulistas en 2019, il quitte néanmoins le club avant de pouvoir faire ses débuts en septembre 2019, étant transféré chez les portugais du Benfica Lisbonne,, pour une somme estimée supérieure à 7 millions d'euros,.
Il fait ses débuts professionnels peu après son arrivée, le 21 décembre 2019, étant titularisé en défense centrale lors d'un match de Coupe de la Ligue portugaise contre le Vitória Setúbal, qui se termine sur un score nul. Mais à un poste qui demande de l'expérience, et face à la concurrence d'internationaux comme Rúben Dias, Nicolás Otamendi ou Jan Vertonghen, Morato ne connait qu'un faible temps de jeu avec l'équipe première, évoluant surtout avec la reserve jusqu'en 2021.
C'est finalement au début da la saison 2021-22 qu'il va vraiment être propulsé sur les devants de la scène, malgré une préparation estivale coupée par les blessures. Intégré à l'effectif professionnel dès le début de saison, il entre une première fois en jeu le 10 août 2021, à la mi-temps du match contre le Spartak Moscou, à la suite de la blessure de Vertonghen. Ce match des éliminatoires de la Ligue des champions se termine par une victoire 2-0 à domicile et une qualification des lisboètes pour le tour suivant,.
À la suite du forfait sur blessure de l'international belge, Morato enchaine les titularisations dans la défense à trois de Jorge Jesus : lors de la victoire en championnat contre Arouca, ; puis encore au plus haut niveau européen, lors de celle contre le PSV Eindhoven à domicile,. Lors de cette dernière rencontre de qualifications pour la ligue des champions, il joue un rôle important dans le succès 2-1 des siens, sa passe laser pour Pizzi étant notamment à l'origine du but du 1-0,,.
Il fait ses débuts en ligue des champions durant le match qui opposera Benfica au Dynamo Kiev qui s’achèvera sur un décevant 0-0 de son équipe.

### Carrière en sélection
Morato est convoqué en équipe du Brésil des moins de 18 ans par André Jardine (en) dès avril 2019, prenant notamment part à une victoire 2-1 contre l'équipe professionnelle de Boavista en amical.
Alors qu'il est entre-temps parti au Portugal, le jeune défenseur continue à être convoqué en équipe nationale, notamment avec les moins de 20 ans en octobre 2020,. Il prend notamment part en amical à la victoire 2-0 contre l'équipe première d'Ituano, puis celle 4-2 contre les moins de 23 ans des Corinthians. Plus tard, il fait aussi partie des convoqué pour le tournoi triangulaire contre la Bolivie et le Pérou.

## Statistiques
| Saison                | Club                  | Championnat           | Championnat | Championnat | Championnat | Coupe(s) nationale(s) | Coupe(s) nationale(s) | Coupe(s) nationale(s) | Supercoupe | Supercoupe | Supercoupe | Compétition(s) continentale(s) | Compétition(s) continentale(s) | Compétition(s) continentale(s) | Compétition(s) continentale(s) | Total | Total | Total |
| Saison                | Club                  | Division              | M.          | B.          | P.d.        | M.                    | B.                    | P.d.                  | M.         | B.         | P.d.       | Comp.                          | M.                             | B.                             | P.d.                           | M.    | B.    | P.d.  |
| 2019-2020             | SL Benfica B          | LigaPro               | 15          | 0           | 0           | -                     | -                     | -                     | -          | -          | -          | -                              | -                              | -                              | -                              | 15    | 0     | 0     |
| 2020-2021             | SL Benfica B          | Liga Portugal 2       | 28          | 4           | 1           | -                     | -                     | -                     | -          | -          | -          | -                              | -                              | -                              | -                              | 28    | 4     | 1     |
| 2021-2022             | SL Benfica B          | Liga Portugal 2       | 3           | 0           | 0           | -                     | -                     | -                     | -          | -          | -          | -                              | -                              | -                              | -                              | 3     | 0     | 0     |
| 2022-2023             | SL Benfica B          | Liga Portugal 2       | 1           | 0           | 0           | -                     | -                     | -                     | -          | -          | -          | -                              | -                              | -                              | -                              | 1     | 0     | 0     |
| Sous-total            | Sous-total            | Sous-total            | 47          | 4           | 1           | -                     | -                     | -                     | -          | -          | -          | -                              | -                              | -                              | -                              | 47    | 4     | 1     |
| 2019-2020             | SL Benfica            | Liga NOS              | 0           | 0           | 0           | 1                     | 0                     | 0                     | -          | -          | -          | C1+C3                          | -                              | -                              | -                              | 1     | 0     | 0     |
| 2020-2021             | SL Benfica            | Liga NOS              | 2           | 0           | 0           | 2                     | 0                     | 0                     | -          | -          | -          | C1+C3                          | -                              | -                              | -                              | 4     | 0     | 0     |
| 2021-2022             | SL Benfica            | Liga Bwin             | 14          | 0           | 0           | 6                     | 0                     | 0                     | -          | -          | -          | C1                             | 5                              | 1                              | 0                              | 25    | 1     | 0     |
| 2022-2023             | SL Benfica            | Liga Bwin             | 9           | 1           | 0           | 5                     | 0                     | 0                     | -          | -          | -          | C1                             | 6                              | 0                              | 0                              | 20    | 1     | 0     |
| 2023-2024             | SL Benfica            | Liga Bwin             | 15          | 0           | 1           | 6                     | 0                     | 0                     | 1          | 0          | 0          | C1                             | 5                              | 0                              | 0                              | 27    | 0     | 1     |
| Sous-total            | Sous-total            | Sous-total            | 40          | 1           | 1           | 20                    | 0                     | 0                     | 1          | 0          | 0          | -                              | 16                             | 1                              | 0                              | 77    | 2     | 1     |
| Total sur la carrière | Total sur la carrière | Total sur la carrière | 87          | 5           | 2           | 20                    | 0                     | 0                     | 1          | 0          | 0          | -                              | 16                             | 1                              | 0                              | 124   | 6     | 2     |

## Palmarès
| Benfica Lisbonne (2) |
| --- |
| - Championnat du Portugal (1) - Champion en 2023 - Coupe du Portugal (0) - Finaliste en 2021 - Supercoupe du Portugal (1) - Vainqueur en 2023 - UEFA Youth League (0) - Finaliste en 2020 |